# Cyclodomorphus venustus
Cyclodomorphus venustus — вид сцинкоподібних ящірок родини сцинкових (Scincidae). Ендемік Австралії.

## Поширення й екологія
Cyclodomorphus venustus мешкають у внутрішніх районах Квінсленду, на північному заході Нового Південного Уельсу та на сході Південної Австралії. Вони живуть у пустелях і напівпустелях та на сухих луках.